# Пирда
Пирда — река в Эвенкийском районе Красноярского края. Правый и крупнейший приток Ейки (бассейн Нижней Тунгуски).
Длина реки составляет 243 км, площадь водосборного бассейна — 4990 км². Протекает в тайге среди юго-западных отрогов Вилюйского плато, в зоне многолетней мерзлоты. Берёт начало из небольшого озера в 1 км от границы с Якутией. Общее направление течения — южное. Впадает в Ейку по правому берегу в 115 км от её устья.
Населённых пунктов в бассейне реки нет.
Крупнейшие притоки: правые — Хоорки (дл. 85 км), Хоикта (45 км), Танангда (43 км), Игэдэкит (40 км), левый — Хоромнякан (41 км).